# Faceville (Géorgie)
 (avril 2025).
Faceville est une census-designated place située dans le comté de Decatur, dans l’État de Géorgie, aux États-Unis. Lors du recensement de 2020, elle comptait 136 habitants.